# Вітцен
Вітцен (нім. Wietzen) — громада в Німеччині, розташована в землі Нижня Саксонія. Входить до складу району Нінбург. Складова частина об'єднання громад Марклое.
Площа — 40,41 км2. Населення становить 2095 ос. (станом на 31 грудня 2021).